# AN/TPY-2

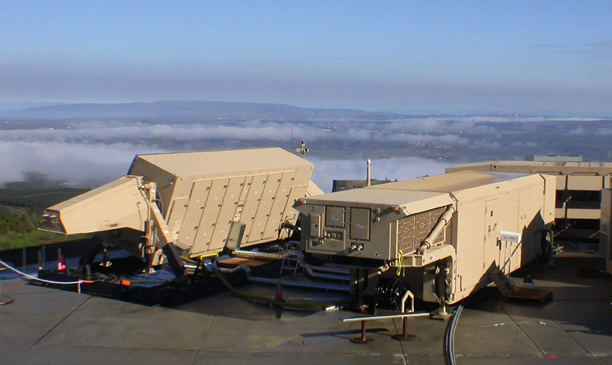
Ein in Japan stationiertes AN/TPY-2 Radarsystem

Das Forward Based X-Band Radar – Transportable (JETDS-Bezeichnung AN/TPY-2) ist ein bodengestütztes Radar zur Erfassung und Verfolgung von ballistischen Raketen. Es ist ein wesentlicher Bestandteil des THAAD-Systems und wird von dem US-Konzern Raytheon hergestellt.

## Beschreibung

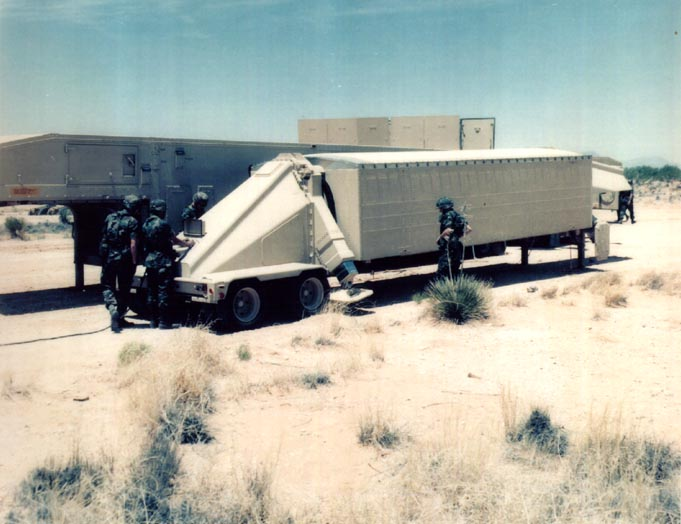
Ein TPY-2 während der Erprobungsphase

Das AN/TPY-2 basiert auf der Active-Electronically-Scanned-Array-Technologie. Es ist primär für die Erfassung ballistischer Ziele konzipiert worden, kann aber auch andere fliegende Objekte wie Flugzeuge oder Marschflugkörper erfassen und verfolgen. Das Radar liefert präzise Bahndaten, welche für ein erfolgreiches Abfangmanöver des THAAD-Lenkflugkörpers notwendig ist. Des Weiteren stellt das TPY-2 einen Datenlink zu den abgefeuerten Lenkwaffen her, soll Attrappen erkennen und die Vernichtung des Zieles bestätigen können. Der gesamte Radarkomplex kann mittels C-17-Globemaster- und C-130-Hercules-Transportmaschinen verlegt werden, so dass es voll luftverlastbar ist. Meistens wird das TPY-2 in Verbindung mit dem THAAD-System eingesetzt, wobei in Israel, Japan und in der Türkei auch alleinstehende Geräte als Frühwarnsystem betrieben werden.
Auf der Militärbasis Pirinçlik ist im Rahmen des Programms Active Layered Theatre Ballistic Missile Defence ein AN/TPY-2 als Teil der Raketenabwehr der NATO installiert.

## Technische Daten
- Antennenbreite: 9,2 m
- Antennenfläche: 9,2 m²
- Frequenzbereich: 8–10 GHz (X-Band)
- Gesamtenergiebedarf: 2,1 MW[4]
  - Energiebedarf Radar und Signalverarbeitung: 1,1 MW[5]
- Anzahl der Transmitter: 25.334[5]
- Reichweite: 1.000 km[4]

## Verweise